# Wayland, Kentucky
Wayland är en ort i Floyd County i delstaten Kentucky, USA.